# Nowoseliwka (Nowomoskowsk)
Nowoseliwka (ukrainisch Новоселівка; russisch Новосёловка Nowossjolowka) ist ein Dorf in der zentralukrainischen Oblast Dnipropetrowsk mit rund 1000 Einwohnern (2006).

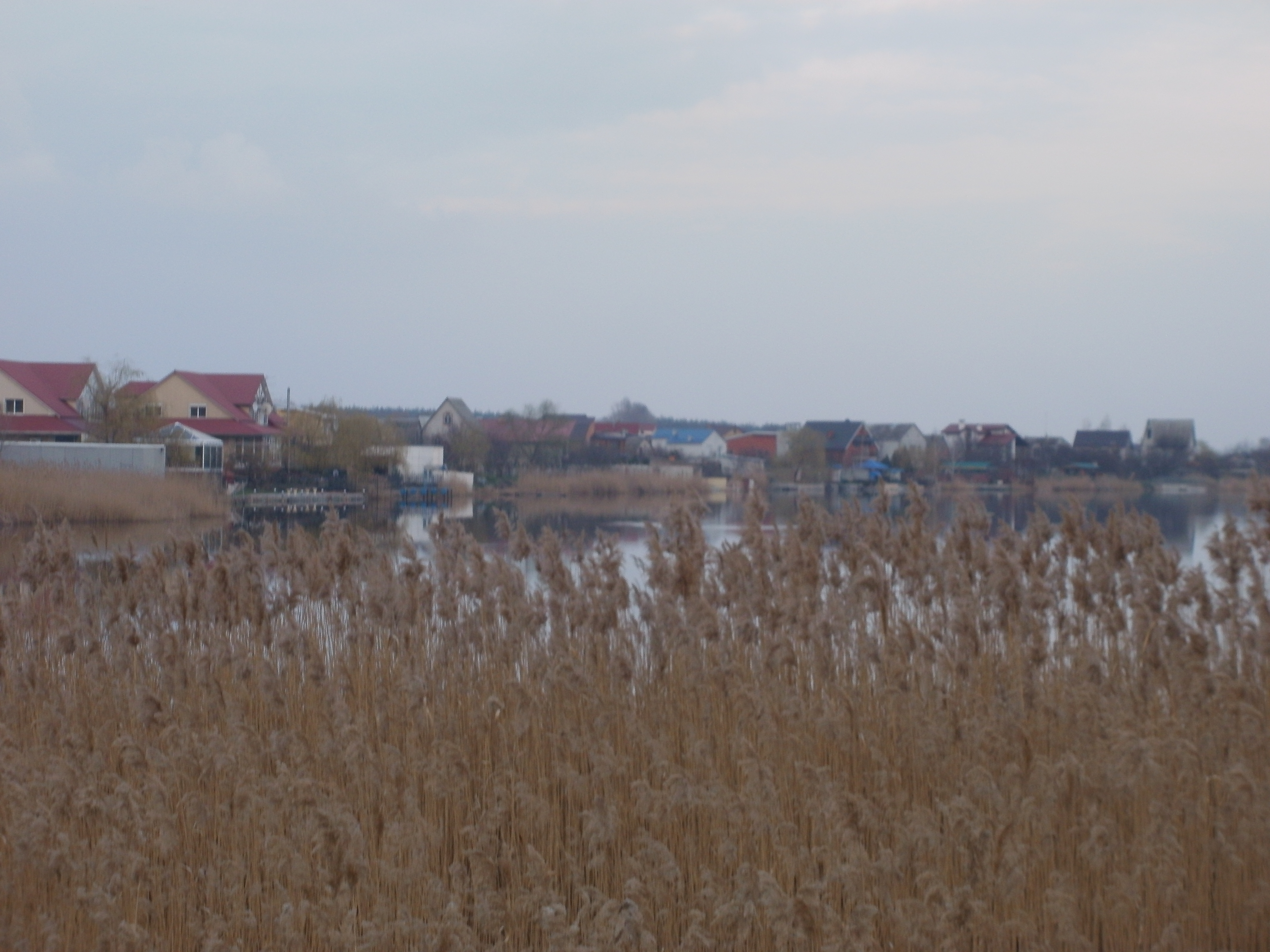
Seenlandschaft in Nowoseliwka

Nowoseliwka liegt im Rajon Nowomoskowsk auf dem linken Ufer der Samara, die hier in den Samara-Teich ⊙ (ukrainisch Самарська затока), einem Teil des zum Kamjansker Stausee angestauten Dnepr, mündet.
Durch das Dorf verläuft die Fernstraßen M 04 / E 50.
Das Rajonzentrum Nowomoskowsk liegt 13 km nördlich auf dem gegenüberliegenden Flussufer und die Stadt Dnipro befindet sich 27 km südlich.
Am 26. Dezember 2017 wurde das Dorf ein Teil der neugegründeten Landgemeinde Pischtschanka, bis war es ein Teil der Landratsgemeinde Pischtschanka im Süden des Rajons Nowomoskowsk.